# 王梦雨
王梦雨（1992年5月25日—），辽宁营口人，中国女子曲棍球運動員，亦為中国国家女子曲棍球队成員。曾隨隊參加2012年和2016年夏季奧林匹克運動會，最終分別獲得第6名和第9名。

## 簡歷
2003年，王梦雨由营口市西市区启文小学选入营口市曲棍球队，培养教练為李忠元。到2005年进入辽宁省曲棍球队，2007年转入江苏省曲棍球队，2009年入选中国国家曲棍球队。
2015年，王梦雨代表中國隊參加在阿根廷舉行的女子曲棍球世界联赛。中国队在季军战中以2-6不敌德国获得第四名，王梦雨當選总决赛最佳射手。
2016年，王梦雨代表中国出戰巴西里约热内卢舉行的奥林匹克运动会女子曲棍球比賽。中国队最終排名小组第五位，无缘八强。